# Diecezja Cefalù
Diecezja Cefalù (wł. Diocesi di Cefalù, łac. Dioecesis Cephaludensis) – diecezja Kościoła łacińskiego w metropolii Palermo na Sycylii we Włoszech. Została ustanowiona w 1131 roku.

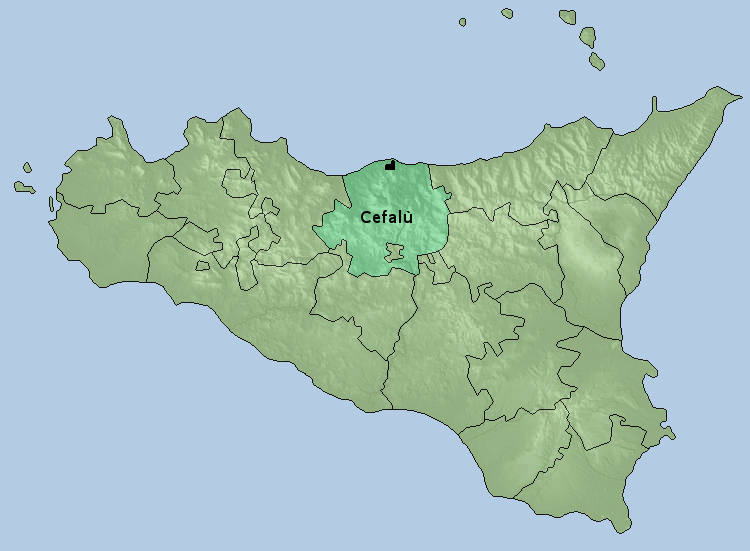
Diecezja na mapie administracyjnej Kościoła na Sycylii

## Główne świątynie
- Katedra: Bazylika katedralna Przemienienia Pańskiego w Cefalù
- Bazyliki mniejsze:
  - Bazylika św. Agaty w Montemaggiore Belsito
  - Bazylika św. Piotra w Collesano

## Biskupi
- biskup diecezjalny: Giuseppe Marciante
- biskup senior: Vincenzo Manzella